# Okean
Okean (grško Ὠκεανός Ōkeanós), tudi Ogenos (Ogenos, Ωγηνος) ali Ogen (Ωγην), je bil božanski lik v klasični antiki, pri Grkih in Rimljanih bog morja in oceanov, ki obkrožajo svet. Je sin Urana in Gaje.
V rimski mitologiji je Okean poistoveten s Pontom, prvim bogom morja. Največkrat je prikazan na mozaikih, obkrožen z morskimi živalmi.

## Okean in Tetija
Okean je najstarejši Titan. Njegova žena je bila njegova sestra Titanida Tetija. Kronos, njun najmlajši brat Titan, je kastriral Urana. Stražili so preostali moški Titani razen Okeana, ki se je s Titanidami umaknil sporu. Okean in Tetija sta vzgojila Kronosovo in Reino hčer Hero, svojo nečakinjo. V Iliadi Hera pravi: "Grem na obisk k Okeanu in Tetiji, ki sta me od moje matere Ree vzela in vzgojila kot hčerko, ko je Zevs vrgel Kronosa v Tartar." Okeanu so se rodili številni otroci. To so reke, jezera, vodnjaki in oblaki ter morske nimfe Okeanide: Azija (boginja zaščitnica istoimenske celine), Stiks (reka v podzemlju), Elektra, Dorida, Evrinoma, Amfitrita (Pozejdonova žena) in Metida (prva Zevsova žena). Skupaj jih je 3000, a Apolodor Atenski jih našteva po imenih samo 7. Okean je tudi personifikacija morja in Pozejdonovo prejšnje nasprotje. Najprej je Okean vladal vsem vodam, pozneje je oblast prepustil Pozejdonu. Okean je močan in možat z dolgo brado in rogovi, spodnji del telesa ima v obliki kače. Dom Okeana in Tetije je na koncu sveta. Razen kot bog je Okean razumljen tudi kot svetovni ocean. Hefajst je naredil Okeanovo podobo na Ahilovem ščitu. Okean se navaja kot morje v vseh mitih, v katerih morajo junaki oditi v daljne dežele.